# José Gabriel
José Gabriel, nom de plume de José Gabriel López Buisán (Madrid, 1896 - Buenos Aires, 1957), était un journaliste, essayiste et écrivain argentin, qui joua un rôle notable dans la vie intellectuelle et culturelle argentine de la première moitié du XXe siècle.
D’origine aragonaise, ayant connu une enfance bousculée, José Gabriel  émigra en Argentine avec sa mère et débuta dans le journalisme à vingt ans, en cofondant en 1917 à Buenos Aires, aux côtés du philosophe Alejandro Korn et du poète Benjamín Taborga, la revue El Colegio Novecentista. Il collabora ensuite à Caras y Caretas, puis au quotidien La Prensa, dont il fut expulsé au bout de trois ans en raison d’une retentissante action syndicale. Auteur prolifique, très impliqué dans les querelles littéraires, artistiques et intellectuelles des années 1920 en Argentine, il déploya une activité fébrile, rédigeant brochures, articles de presse et de revue, essais et ouvrages (y compris de fiction : romans, nouvelles, pièces de théâtre), où il abordait un large éventail de thèmes (critiques d’art  et de poésie, réflexions politiques, philosophie, histoire, etc.). Sur le plan politique, aimant à marquer son attachement à la nation argentine, il prôna un « nationalisme à caractère social », et s’évertua à associer sentiment national et idéologie socialiste, tout en engageant par ailleurs les pays latino-américains à mettre de côté leurs rivalités nationales et à constituer une fédération hispanoaméricaine en étroite liaison avec le socialisme, afin de se libérer du joug de l’impérialisme, en particulier de celui britannique, que José Gabriel ne cessa de fustiger. Il eut, au long de sa vie agitée, une part active dans la plupart des événements et des débats politiques et culturels de la première moitié du XXe siècle en Argentine, entre autres (et outre la grève à La Prensa) : la Réforme universitaire, la Semaine tragique, les coups d’État militaires de 1930 et de 1943 (la contestation desquels lui valut des séjours en prison et par deux fois l’exil à Montevideo), l’avènement du péronisme (auquel il accorda une adhésion réservée, ce qu’il payera après le renversement de Perón par sa mise à l’écart de la vie intellectuelle argentine). Pendant la guerre civile espagnole, il fut dans les premiers mois du conflit reporter de guerre pour le compte du journal Crítica, puis consigna ses expériences et observations, en les entremêlant de réflexions politiques souvent acerbes, dans trois ouvrages, dont un vient d’être réédité (2018). Ses priorités étaient la langue nationale, l’argot rioplatense (il était fort critique à l’égard de l’organisme régulateur du lunfardo), la culture populaire argentine, et l’antifascisme. Son franc-parler, son esprit polémique et ses positionnements politiques lui attirèrent l’inimitié, voire (selon Galasso) l’ostracisme, de l’intelligentsia argentine, ce qui explique sans doute que quelques-unes seulement de ses œuvres ont été rééditées, et cela tardivement.

## Biographie

### Jeunes années et influences intellectuelles
Madrilène de naissance, José Gabriel López Buisán passa la majeure partie de son enfance à Torres del Obispo, village de la province de Huesca, limitrophe de Graus, en Aragon. Dans son ouvrage La vida y la muerte en Aragón, il raconte en effet que les frères de sa mère la spolièrent de sa part d’héritage et qu’elle en fut réduite à travailler comme servante à Madrid, avant de s’en retourner plus tard dans son village aragonais, avec son fils nouveau-né. Au bout de quelques années, la famille dut quitter provisoirement Torres del Obispo pour s’installer en Cantabrie, où elle ne sut pas davantage prospérer. En 1905, les López Buisán résolurent donc, à l’instar de tant d’autres Espagnols de cette époque, de tenter leur chance dans le Río de la Plata. Vers le milieu de la première décennie du XXe siècle, José Gabriel arriva donc, accompagné de sa mère, dans le port de Buenos Aires, s’attendant à y retrouver le chef de famille, lequel cependant semble bien les avoir abandonnés. Cela peut sans doute en partie expliquer pourquoi José Gabriel omettra toujours d’inclure dans sa signature d’auteur ses patronymes ‒ dont le second, Buisán, est d’incontestable estoc pyrénéen ‒, pour ne jamais signer que par José Gabriel. L’auteur lui-même résuma ainsi son enfance et adolescence: « à 9 ans, je demandais l’aumône dans les hameaux perchés des montagnes de Cantabrie dans la Péninsule, à dix ans, j’étais apprenti, à 11, garçon boulanger, à 12, garçon d’auberge, à 13, peintre lettriste, à 14, saute-ruisseau, à 15, employé de bureau…».
Bien que se disant lui-même aragonais, comme sa famille maternelle, José Gabriel se considérait argentin ; du reste, il ne fera référence à l’Espagne qu’à de très rares occasions, et son identification à son pays d’accueil était telle que — abstraction faite des trois monographies qu’il consacra à la conjoncture politico-sociale de l’Espagne des années 1930 — ses allusions à son pays natal sont tout à fait rares et que la majorité de ses livres concernent spécifiquement des sujets en étroite relation avec l’histoire, la langue, la politique et la vie sociale argentines. Il semble qu’il ne retourna en Espagne qu’une seule fois, pour quelques mois seulement, en qualité de correspondant du journal Crítica de Buenos Aires, dans les premières phases de la guerre civile. 
Pendant ses années de formation intellectuelle, José Gabriel se sentit attiré par l’école littéraire novecentista, dont le guide et mentor était Eugenio d'Ors. L’un des membres les plus éminents de cette école était le poète Benjamín Taborga, originaire de Cantabrie et lui aussi émigré en Argentine, pour qui José Gabriel eut la plus grande admiration et qui sera l’une de ses premières idoles intelectuelles :

« Taborga, philosophe authentique, provoqua un salutaire bouleversement dans ma vie… Avec lui, j’allai à la Bibliothèque nationale et au musée des Beaux-Arts. Nous lisions beaucoup et discutions plus encore, mais toujours avec grande fraternité. Parfois cependant, parce que nous sentions trop la beauté, nous en oubliions la justice. »

Taborga, d’abord germanophile, adhéra par la suite au bolchevisme ; il est à supposer que José Gabriel ait suivi une trajectoire semblable. Les deux cofondèrent en 1917, aux côtés d’Alejandro Korn, El Colegio Novecentista, et se mirent à collaborer à La Gaceta. Taborga mourut des suites de la grippe dite espagnole, à l’âge de 30 ans à peine, ce qui causa une forte commotion chez son ami José Gabriel.

### Débuts dans le journalisme
Le 27 janvier 1917, la célèbre revue Caras y Caretas, qui était distribuée également en Espagne, publia un article de José Gabriel intitulé Un seminario de filosofía. Pour le compte de cette même revue, l’auteur traduisit plusieurs œuvres de Maeterlinck et s’essaya à rédiger quelques recensions. La conscience sociale, qui ne cessera de le caractériser par la suite, transparaît déjà dans Cuadros de pobreza (littér. Tableaux de pauvreté), article paru dans la même publication en novembre 1917. Il collabora aussi à la revue Nosotros, sous forme de plusieurs articles critiques de littérature française, et, à 20 ans, s’approcha de l’écrivain Manuel Ugarte, contribuant à La Patria, journal fondé par celui-ci en 1915, lequel journal ne survécut que trois mois, en raison de ses positions neutralistes et socialistes nationales. À l’âge de 23 ans, José Gabriel rejoignit l’équipe de rédaction de La Prensa, où il faisait parallèlement office de délégué syndical de la Fédération argentine des journalistes. Il décrivit comme suit cet épisode particulier de sa carrière journalistique :

« Le traitement personnel n’y était pas bon, et un jour, nous mettions à l’arrêt La Prensa, peut-être la première grève au journal des Paz… Je fus licencié. Cette grève me coupa les vivres et m’attira des persécutions policières… Pas même à La Vanguardia (journal socialiste), je ne pus retrouver du travail. La Prensa m’avait marqué au fer rouge… À la suite de cette grève, il me sentencia. Je pourrais mourir ou être nommé président de la Nation, que La Prensa ne me mentionnerait plus jamais… Je ne hais pas cette maison de don Ezequiel Paz… mais je peux assurer que c’était là un État dans l’État. La Prensa dédaignait la cause populaire. Il défendait ses intérêts particuliers, contre les intérêts nationaux, comme dans la fameuse affaire de la dévaluation de la livre. C’était le journal qui donnait le plus d’informations étrangères au monde. »

Expulsé de La Prensa après trois années de collaboration, José Gabriel entama ensuite une période d’activité fébrile, qui occupera tout le restant de sa vie. Ses textes, qui abordaient un large éventail de thèmes (critiques de poésie, nouvelles, articles politiques etc.), furent publiés, de manière très éparse, tant dans des revues de grande diffusion, comme Caras y Caretas ou España, éditée à Madrid, que dans des publications locales et universitaires. L’opuscule Túpac Amaru de 1918 fut la première de ses publications à dépasser les dimensions d’un article de presse.

### Installation à La Plata et travaux d’essayiste et d’écrivain
José Gabriel s’en fut s’établir à La Plata, où il avait trouvé à s’employer comme enseignant dans un lycée de jeunes filles. Il s’éprit de l’une d’elles, Matilde Delia Natta, qu’il épousa promptement en 1920. C’est à cette époque qu’il publia ses premiers récits de fiction, ainsi qu’un essai sur le poète du faubourg Evaristo Carriego, essai que Manuel Gálvez jugea supérieur à celui que publiera Borges sur le même sujet près d’une dizaine d’années plus tard. Dès ce moment, il avait une conception précise sur ce que devait être une culture nationale argentine et la formula dans la déclaration suivante, qui lui valut d’âpres polémiques : 

« Notre critique incline à accorder des mérites très supérieurs aux produits d’imitation ou de transplantation, comme si, pour acquérir une valeur universelle, l’œuvre artistique n’eût pas besoin d’être auparavant locale et très humaine. Je n’ai pas encore pu convaincre nos critiques de ce que toute l’œuvre ‘universaliste’ de Lugones n’aura jamais, pour l’histoire de l’art, la signification d’un seul vers local (non pas localiste) de Carriego. »

Le roman La fonda (littér. l’Auberge) de 1922, notable évocation de la Buenos Aires du Centenaire (celui de la révolution de Mai, c’est-à-dire la Buenos Aires du début du XXe siècle), avec ses fondines (guinguettes), ses cosaques de répression, et l’ondoiement des drapeaux rouge-et-noir des anarchistes, est son premier ouvrage narratif. Outre le roman éponyme, le livre comportait deux autres brefs romans, Un lance de honor et La joya más cara (littér. le Bijou le plus cher), dont le premier, mettant en scène un personnage collectif sous les espèces d’une courée de la banlieue de Buenos Aires, apparaît comme le plus intéressant tant du point de vue littéraire que par ses aspects sociaux et linguistiques ; l’auteur avait puisé dans ses propres expériences, vécues peu d’années auparavant, alors qu’il travaillait comme factotum dans une auberge de basse catégorie.

### Première Guerre mondiale et positionnement politique
José Gabriel évolua en direction d’un nationalisme à caractère social. Face à la Première Guerre mondiale, il fit profession de neutralisme, condamnant en effet cette guerre, au motif qu’elle n’était pas menée « entre oppresseurs et opprimés, mais entre oppresseurs et oppresseurs, c’est-à-dire entre négriers se disputant des esclaves », tout en revendiquant « la guerre défensive des peuples opprimés par le joug étranger, contre le capitalisme qui les opprime… ainsi que l’entendit Alberdi lorsqu’il ne donna pas son appui à la guerre de la Triple Alliance contre le Paraguay ».
Dans le domaine littéraire, il défendit le point de vue que « la condition essentielle de l’originalité de l’art, sera le contenu de l’émotion [surgissant au contact] du milieu environnant l’artiste » — position à resituer dans la polémique où s’affrontaient les deux factions les plus actives de la littérature argentine de la décennie 1920 : le groupe de Boedo et celui de Florida, c’est-à-dire et respectivement, les dénommés martinfierristas, hérauts du criollismo et impliqués dans la lutte sociale, d’une part, et les culturalistes et exquisitos, d’autre part, même si les deux groupes adoptaient pareillement une posture d’avant-garde. José Gabriel pour lors dirigeait le groupe de théâtre Renovación, et publia dans la décennie 1920 une dizaine d’ouvrages sur l’art et sur la culture en général, mais (comme d’autres écrivains argentins) s’intéressait aussi au football. En 1930, il apparaissait comme un intellectuel extraordinairement actif et polémique, flétrissant l’hypocrisie culturelle et sociale, les valeurs consacrées et la corruption académique et journalistique ; de fait, il étouffa bientôt dans ce milieu de fausses valeurs, de littérateurs présomptueux, et d’infatuation académique.
José Gabriel affichera explicitement ses positions politiques en mai 1933, par le biais d’un article qu’il publia dans la revue portègne Contra. La revista de los franco-tiradores (littér. Contre. La revue des francs-tireurs) et qu’il intitula El titán encadenado (littér. le Titan enchaîné), article-hommage où il glorifiait Trotski comme un nouveau Prométhée, qui avait fait don à l’humanité du feu de la révolution, et comme un homme « d’une doctrine si vaste et si profonde et d’une action cyclopéenne, action et doctrine plus gigantesques que celles de Lénine, encore que Lénine le dépasse en qualités affectives et en sens de la vulgarité ». Si José Gabriel était bien conscient de l’audace de son texte, il estimait cette audace justifiée, voire impérieuse, compte tenu de l’injustice que l’on avait subir à Trotski. Il reconnaissait toutefois que c’était « le mauvais moment pour parler d’un homme ‘tabou’, excommunié par les réactionnaires et par les révolutionnaires, jeté hors de sa maison et hors de la maison d’autrui, accusé d’être un énergumène par les uns, un renégat par les autres, tenu en quarantaine par tous », le mauvais moment aussi pour « remémorer un homme qui, d’après la fiction juridique du monde bourgeois et du monde prolétaire prématurément embourgeoisé, n’existe pas ».

### LaDécennie infâme
Dans les années 1930, s’il se vouait surtout au journalisme, José Gabriel donnait parallèlement des cours dans un établissement d’enseignement secondaire. Au lendemain du coup d’État militaire de 1930, qui renversa le président constitutionnel Yrigoyen et inaugura la période dite Décennie infâme (1931-1943), il fut congédié et, persécuté pour ses positions critiques, dut bientôt s’exiler à Montevideo, où il publia Bandera celeste, livre dans lequel il entreprit d’amalgamer le socialisme à l’idée nationale et où il prônait une union latino-américaine. Il soutenait en particulier que dans les pays qui continuent d’être assujettis au colonialisme, il avait lieu de mettre de côté les rivalités nationales et de constituer une fédération hispanoaméricaine en étroite association avec le socialisme, les syndicats ouvriers et la révolution émancipatrice. Il fustigeait Staline, « imposteur réactionnaire », qui avait dévoyé la révolution russe.
La démocratie restaurée en 1932, il revint en Argentine, élisant à nouveau domicile à La Plata. Il dirigea, le temps de dix numéros, la revue Martín Fierro, fondée en 1934 à l’occasion du centenaire de la naissance du poète José Hernández, auteur de l’épopée gauchesca Martín Fierro, de qui la revue revendique l’attachement national argentin. Il collabora également à la revue Señales, dont l’orientation idéologique était définie par Jauretche et Scalabrini Ortiz, où il s’en prenait avec virulence à l’impérialisme britannique de même qu’au nationalisme de droite, aux socialistes et aux « bureaucrates et traîtres stalinistes ».

### La guerre d’Espagne
Au déclenchement de la rébellion militaire en Espagne, José Gabriel décida, de sa propre initiative, mais au titre de correspondant du journal Crítica, de s’embarquer sur la vapeur Satrústegui pour traverser l’Atlantique et mettre pied à Barcelone. Il milita un temps au sein du POUM (acronyme de Partido Obrero Unificado Marxista) dirigé par Andrés Nin, sur des positions proches du trotskisme. À son retour en Argentine, il fit paraître Burgueses y proletarios en España (littér. Bourgeois et Prolétaires en Espagne), Vida y muerte en Aragón. Lucha y construcción revolucionaria en España (littér. Vie et Mort en Aragon. Lutte et construction révolutionnaire en Espagne), et España en la cruz. Viaje de un cronista a la guerra (littér. l’Espagne sur la croix. Voyage d’un chroniqueur vers la guerre). Il est aussi l’auteur d’une élégie en hommage à Federico García Lorca, à la suite de l’assassinat de celui-ci en 1936.

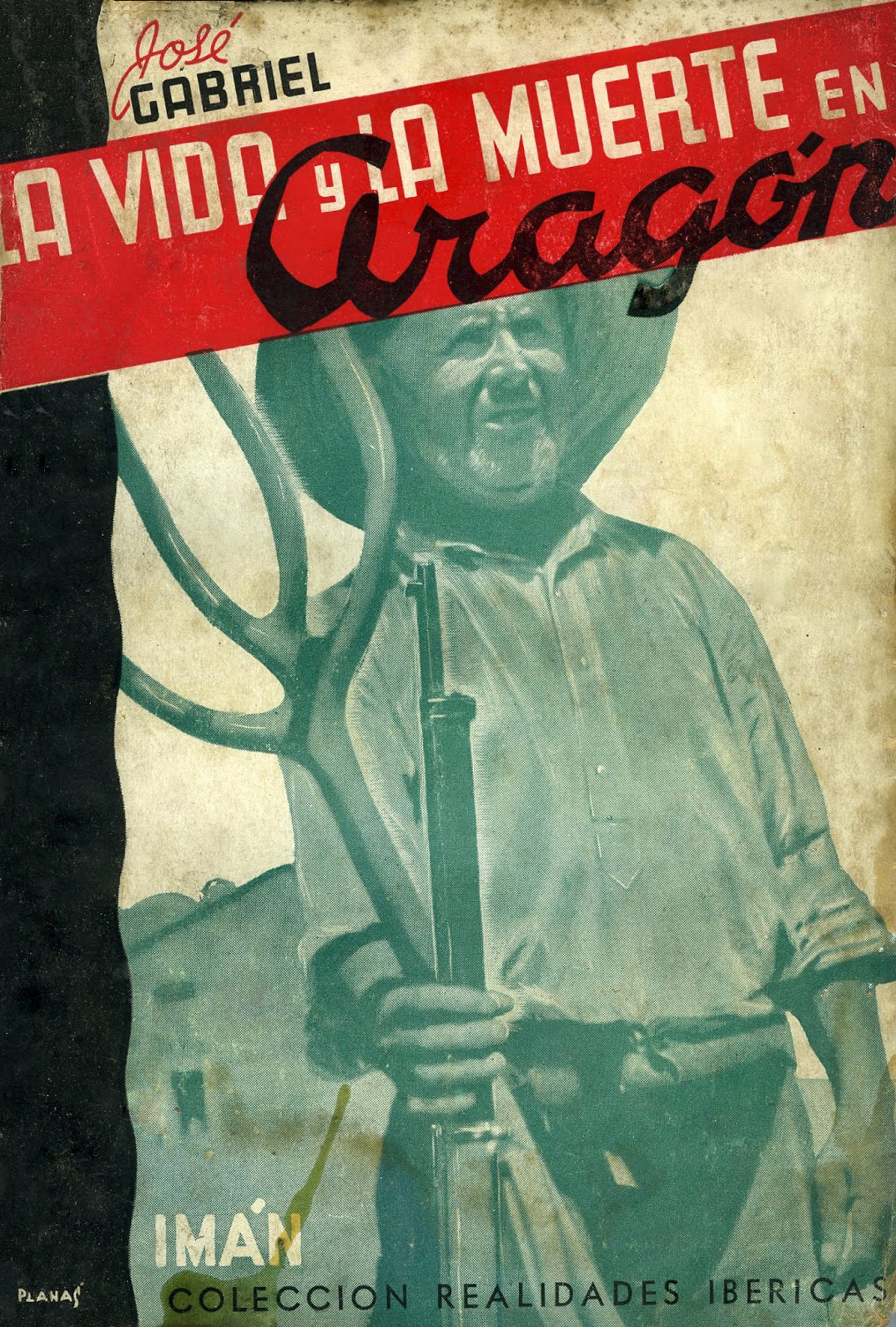
Couverture de la 1re édition de La vida y la muerte en Aragón (1938).

Publié en 1937, España en la cruz est le compte-rendu de son périple en Espagne. Sensiblement plus littéraire et plus ample que Vida y muerte en Aragón, qui paraîtra en 1938, le livre évoque dans sa première partie l’atmosphère qui régnait lors de la traversée — qu’il effectua en deuxième classe —, la misère et l’insalubrité de la troisième, les personnages romanesques et, de façon générale, assez sinistres avec lesquels il entra en contact, et l’omniprésence de la politique dans les conversations et préoccupations des passagers, le capitaine du navire protégeant les fascistes et interdisant toute manifestation contraire. L’ensemble est entrelardé de réflexions politiques, sur le Front populaire et sur la politique européenne, réflexions dont il est légitime de déduire que ses idées sont celles du POUM d’Andrés Nin. Le navire fit escale dans plusieurs villes brésiliennes, puis successivement à Dakar, à Casablanca, à Gibraltar, à Oran et enfin à Gênes, où il reste bloqué, le mouillage à Barcelone lui étant en effet interdit, car le port de cette ville était, selon la compagnie de navigation, miné. José Gabriel met à profit ces escales forcées pour livrer ses impressions sur chacune de ces villes abordées. Cependant, faire route sur Barcelone demeurait ardu au départ de Gênes, et finalement, se joignant à un certain Santiago, anarchiste aragonais, qui avait travaillé dans les plantations de café au Brésil et s’efforçait de se réincorporer dans la CNT pour prendre part à la lutte, il réussit à rallier Portbou par le train, puis de là Barcelone, un mois après le soulèvement. José Gabriel donne une vive description de la Barcelone révolutionnaire, pétrie de contradictions, et de plusieurs de ses personnalités et types humains. 
Le livre La vida y la muerte en Aragón, modestement édité par la maison d’édition Imán de Buenos Aires et Mexico, s’il présente l’allure inquiète et précipitée des chroniques de guerre, reflète toutefois aussi la conviction qu’avait l’auteur de vivre un moment crucial de l’histoire. Il désigne les responsables de la mauvaise tournure prise par la guerre, que sont selon lui, schématiquement, les bourgeois républicains, les socialistes, et, à leur tête, les communistes, qui avaient tous pour objectif de brider la révolution prolétarienne. Dans ce but, ils détruisirent les milices populaires, les collectivisations, muselèrent les partis révolutionnaires, assassinèrent Durruti, Nin et Berneri, et envoyèrent le peuple mourir en masse dans des batailles absurdes telles que celle de Teruel et, ensuite, celle de l’Èbre. Pour autant, José Gabriel se gardait de tout pessimisme et nourrissait l’espoir que, en l’absence d’une victoire militaire, on en obtiendrait une politique. Il persiffle les comportements de ceux qui dirigeaient la guerre, ainsi que la censure qui régnait dans le camp républicain, la propagande qui métamorphosait les échecs en victoires, l’âpre rivalité entre les différentes organisations révolutionnaires, etc. S’associant à un confrère français, il sollicita et obtint la mise à sa disposition d’une Peugeot neuve avec chauffeur, à bord de laquelle il guide le lecteur à travers la géographie aragonaise (Bujaraloz, Fuentes de Ebro, Sariñena, Barbastro, Graus, Torres del Obispo…), par le biais d’une série de tableaux de la réalité qui font figure d’autant d’instantanés photographiques. Ses réflexions politiques et pensées, qui restent toujours succinctes, en accord avec le genre de la chronique journalistique, se distinguent par là de celles plus réfléchies et analytiques de España en la cruz. Ainsi, au fil des quarante courts chapitres qui composent ce livre de seulement 120 pages dans son édition originale (sans compter l’appendice de 52 pages), se succèdent regards sur le paysage, données sur les mœurs, observations sur les coutumes nationales, évocation des miliciennes et de la vie dans les tranchées, etc. L’auteur note le naturel avec lequel fut admise l’abolition de l’argent et le « tout pour tous », et aussi la facilité avec laquelle était acceptée la mort de soi et d’autrui — ce qui motiva le titre de l’ouvrage. À l’inverse, le dévoiement de la gauche française et de son Front populaire face à la lutte des républicains espagnols produisit en chacun des protagonistes une profonde indignation.

### Retour en Argentine et avènement du péronisme
Après la guerre d’Espagne, la trajectoire intellectuelle de José Gabriel ne cessera d’être toujours rebelle, polémique et combattive. Son abondante bibliographie et les centaines d’articles écrits par lui attestent de sa grande capacité de travail. Comme auparavant, ses priorités étaient la langue nationale, la culture populaire argentine et l’antifascisme. Il obtint en 1939 un poste d’enseignant, mais en fut suspendu en 1941, pour avoir dénoncé un concours frauduleux.
Publiant sans trève, il fit paraître El loco de los huesos, Vida de Florentino Ameghino, deux essais, l’un sur Walt Whitman et l’autre sur Gregorio Aráoz de Lamadrid, un recueil de nouvelles intitulé El Pozo, puis d’autres essais encore, dont El nadador y el agua (littér. le Nageur et l’Eau), La modernidad, La literatura et Vindicación del arte (littér. Vengeance de l’art).On lui doit par ailleurs divers essais sur la langue populaire du Río de la Plata, et d’autres où il met en lumière les nombreux entrecroisements entre la littérature rioplatense et la culture hispanique. La défense et illustration du parler rioplatense, éloignée de tout purisme, exprimée avec acuité dans une prose toute personnelle et une analyse anti-académique lucide, et son opposition aux censeurs et aux tentatives admonestatoires de régenter la langue au travers d’institutions linguistiques, seront une constante de ses travaux dans ce domaine.
Opposé au fascisme, qu’il avait eu à subir en Espagne, il ne put se rallier au coup d’État de 1943 (le nouveau régime prétendait même régir le langage et interdit le lunfardo) et milita brièvement dans les rangs de la contestation antipéroniste, ce qui lui valut un séjour en prison, puis un nouvel exil à Montevideo, d’où il s’en alla ensuite enseigner à l’université San Marcos au Pérou. Cependant, à son retour en Argentine, il révisa son point de vue et, écrivant dans la revue Hechos e Ideas, appuya à présent le gouvernement de Perón et surtout Evita, dans les colonnes de la revue Argentina de hoy, publication des socialistes passés au péronisme, sans toutefois se départir jamais de son attitude critique. En particulier, la mort d’Evita et les nouvelles orientations de la politique du président Perón l’amenèrent à prendre quelques distances, nonobstant quoi les intellectuels antipéronistes continuèrent à le considérer comme leur ennemi. Entretemps parurent de lui trois nouveaux ouvrages : El destino imperial, Historia de la gramática et La encrucijada (littér. la Croisée des chemins). Devenu ensuite collaborateur du journal El Laborista, c’est en cette qualité que le surprit le bombardement du 16 juin 1955 perpétré par des militaires antipéronistes, qui le porta à s’associer à la marche vers la place de Mai pour défendre le gouvernement, événement qu’il relata dans un opuscule intitulé Llenos de coraje y de miedo (littér. Plein de courage et de peur) et dans le poème Antífona.

### Après-péronisme et dernières années
Après la chute de Perón par suite du coup d’État de septembre 1955, José Gabriel, qui, frisant maintenant la soixantaine, avait figuré parmi ceux qui tentèrent en vain de s’opposer au renversement de Perón, se retrouva à nouveau sans travail et fut violemment attaqué par ses collègues écrivains. L’historien Norberto Galasso note :

« Celui qui avait été marginalisé comme anarchiste et trotskiste, comme rebelle et mal embouché, pour avoir prôné une synthèse entre marxisme et libération nationale ou pour s’être immiscé dans la question sociale parallèlement à une analyse du Martín Fierro, ajoute à présent à son passif une nouvelle transgression : son péronisme militant des dernières années. Aussitôt, le voilà congédié du ministère, ne gardant que péniblement son poste au Laborista, relégué dans une section secondaire et avec un salaire modique qui lui permet à peine, à lui et à sa famille, de survivre. »

Il vécut alors modestement à Villa Obrera, dans la proche banlieue sud-est de Buenos Aires, au no 3602 de la rue Madariaga. Il mourut le 14 juin 1957, terrassé par un infarctus, alors qu’il était à taper des notes à la machine.

### Postérité
Il s’écoulera 17 ans avant que quelqu’un ne songe à lui consacrer un écrit (Suárez Danero, en 1974) ; 58, pour voir réédités certains de ses textes (Guillermo Korn, en 2015) ; et jusqu’à 61 ans, avant qu’une maison d’édition, en l’espèce aragonaise, n’entreprenne de rééditer un de ses livres.
La réédition de 2015, sous la direction de Guillermo Korn, comprend une sélection d’essais de José Gabriel traitant des façons de comprendre la langue populaire, où l’auteur relève les nombreuses passerelles entre la littérature rioplatense et la culture espagnole.

### Œuvres de José Gabriel
- Tupac Amaru, Buenos Aires, 1918 (brochure)
- Las salvaciones, Buenos Aires, Arca, 1920 (brochure)
- La educación filosófica, Buenos Aires, Centro de Estudiantes de Derecho y Ciencias Sociales, 1921 (brochure)
- Evaristo Carriego, Buenos Aires, Agencia Sudamericana de Libros, 1921
- La fonda. Un lance de honor. La joya más cara, Buenos Aires, Tor, 1922 (récits) Rééd. de La fonda (novela porteña), Imán, Buenos Aires 1939.
- Vindicación de las artes, Buenos Aires, Mercatalli, 1926 (critique d’art)
- Martorell, La Plata, Félix Santi, 1926 (monographie artistique)
- Farsa Eugenesia, Buenos Aires, Calpe-J. Urgoiti, 1927 (drame classique)
- Frente a Moisés, Buenos Aires, Ángel Estrada, 1928 (monographie artistique)
- El Cisne de Mantua, La Plata, Félix Santi, 1930
- Reglas para un manual del político, La Plata, Félix Santi, 1931
- Sentido de lo moderno, La Plata, Félix Santi, 1931 (brochure)
- Bandera celeste. La lucha social argentina, Buenos Aires, Porter Hermanos, 1932
- La revolución española, Buenos Aires, (à compte d’auteur), 1932 (essai de critique sociale)
- Cantar de Los infantes de Lara, La Plata, (à compte d’auteur), 1934
- El pozo negro, Relatos del mundo, Buenos Aires, Claridad, 1935
- España en la cruz. Viaje a la guerra española, Santiago du Chili, Ercilla, 1937
- Las semanas del jardín, Santiago du Chili, Ercilla, 1937 (l’Espagne et l’Amérique vues à travers un livre inconnu de Cervantes)
- La vida y la muerte en Aragón. Lucha y construcción revolucionaria en España, Buenos Aires, Imán, 1938
- El nadador y el agua, Buenos Aires, Compañía Impresora Argentina, 1938
- Ditirambo a García Lorca, Buenos Aires, Colombo, 1939
- El loco de los huesos. Vida, obra y drama del Continente Americano y de Florentino Ameghino, Buenos Aires, Ediciones Imán-Sarmiento, 1939
- Aclaraciones a la cultura, Buenos Aires, Colombo, 1939
- San Martín, imagen angélica, La Plata, Imprenta E. Capdevile, 1940
- Entrada en la modernidad, Buenos Aires, Concordia, 1942
- La Madrid. El valor legendario, Buenos Aires, Emecé, 1944
- Walt Whitman, Montévidéo, Ceibo, 1944
- Curso de literatura española, Montévidéo, Organización taquigráfica, 1945
- Historia de la gramática, Lima, Lumen-San Marcos, 1948
- La encrucijada. Europa entre la revolución y la guerra, La Plata, Moreno, 1952

#### Rééditions
- De leguleyos, hablistas y celadores de la lengua, Buenos Aires, Biblioteca Nacional, 2015 (anthologie composée par Guillermo Korn)
- La vida y la muerte en Aragón (préface de Javier Barreiro), Madrid & Sariñena, El Perro Malo & Salvador Trallero Ediciones, 2018

### Ouvrages et articles sur José Gabriel
- (es) Fermín Chávez, Alpargatas y libros. Diccionario de peronistas de la cultura, vol. 1, Buenos Aires, Theoria, 2004, p. 57
- (es) Norberto Galasso (dir.), Los malditos, vol. 1, Buenos Aires, Madres de Plaza de Mayo, 2004, p. 279
- (es) Norberto Galasso, « José Gabriel López Buisán, ese hombre desconocido y olvidado. Se cumplieron 117 años del nacimiento del español que vivió en la argentina y defendió  la causa nacional », Tiempo Argentino,‎ 20 mars 2013
- (es) Lucas González, Jerónimo Boragina, Gustavo Dorado et Ernesto Sommaro, Voluntarios de argentina en la guerra civil española, Buenos Aires, Ediciones del CCC (Centro Cultural de la Cooperación Floreal Gorini), 2008
- (es) Guillermo Korn, Estudio preliminar pour De leguleyos, hablistas y celadores de la lengua, Buenos Aires, Biblioteca Nacional, 2015, p. 11-51.
- (es) José Luis Melero, Los libros de la guerra. Bibliografía comentada de la Guerra Civil en Aragón (1936-1949), Saragosse, Rolde de Estudios Aragoneses, 2006, p. 96-98
- (es) Héctor Marcelo Oliveri, José Gobello. Sus ideas, sus escritos, sus amores, Buenos Aires, Corregidor, 2002
- (es) Darío Pulcher, Escritores “malditos” : peronismo histórico y campo intelectual en una aproximación de Jauretche, 2015
- (es) Leopoldo del Signo, « José Gabriel, el último gaucho », La Nueva España, no 69,‎ juin 1937
- (es) Eduardo Suárez Danero, « José Gabriel, sin pelos en la lengua. Textos de un polemista mordaz, relegado al olvido por la cultura oficial. Biografía de un luchador », La Opinión Cultural,‎ 3 février 1974
- (es) Horacio Tarcus (dir.), Diccionario biográfico de la izquierda argentina (article Gabriel, José), Buenos Aires, Emecé, 2007